# مجلة النداء
النداء جريدة يومية لبنانية وصدر العدد الأول من الجريدة في 21 يناير عام 1959.النداء هي الصحيفة الرسمية لــ الحزب الشيوعي اللبناني
تصدر حاليا كمجلة سياسية أسبوعية من الشركة اللبنانية العربية للاعلام ش.م.ل ومديرها المسؤول هو ملحم أبو رزق.
كانت للصحيفة جريدة أسبوعية باللغة الأرمنية «غانتش» (Կանչ أي النداء) وهي ناطفة باسم الشيوعيين الأرمن في لبنان

## وصلات خارجية
http://www.al-nidaa.com الموقع الرسمي للمجلة